# Course sur luge

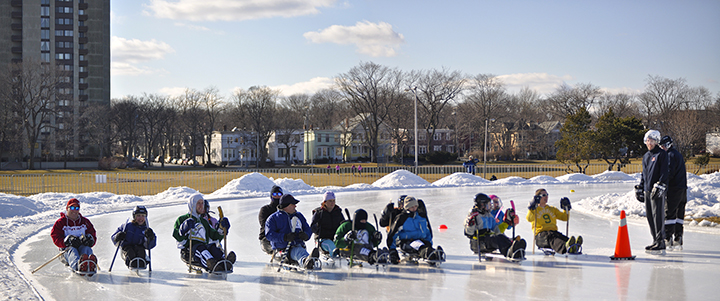
Course sur luge(Handisport).

La course sur luge est un handisport dérivé du patinage de vitesse qui est pratiqué par des handicapés moteurs.

## Description
En démonstration aux Jeux paralympiques d'hiver de 1976 à Örnsköldsvik, en Suède, il devient discipline paralympique de 1980 à 1988, puis de 1994 à 1998.